# Cimitero nazionale di Seul
Il cimitero nazionale di Seul (Hangŭl: 국립서울현충원; MR: Kungnip Sŏul Hyŏnch'ungwŏn), situato nel distretto Dongjak-gu dell'omonima città, è un cimitero militare sudcoreano, il primo costruito nella penisola. Aperto nel 1956, vi sono sepolti i veterani della guerra di Corea e di quella del Vietnam, tutti di nazionalità coreana. L'unico occidentale sepolto qui è Francis William Schofield (1899-1970), insegnante e ricercatore canadese.

## Personalità sepolte

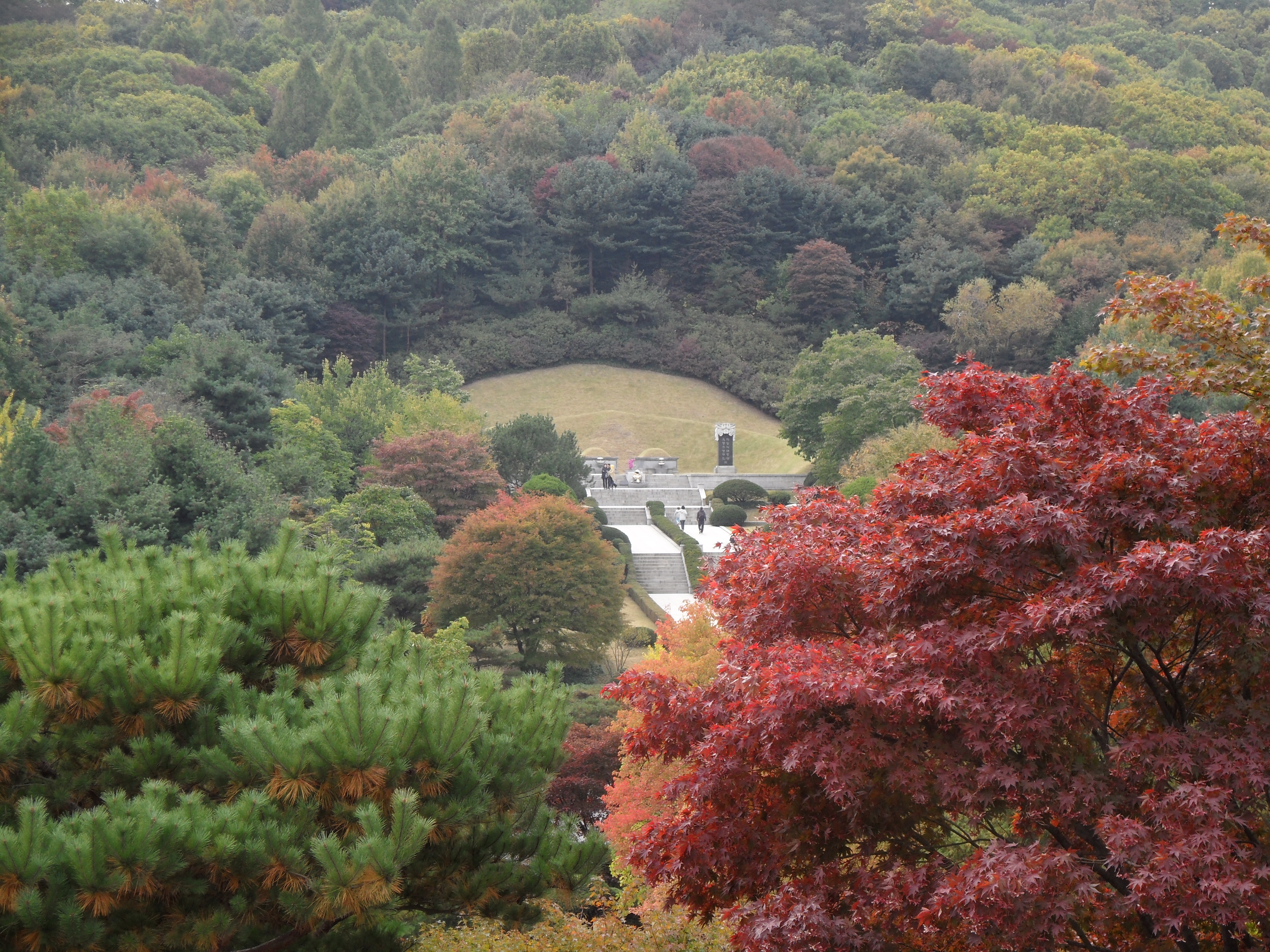
Tomba del presidente Park Chung Hee

- Syngman Rhee, politico e presidente
- Park Chung-hee, politico e presidente
- Kim Dae-jung, politico e presidente
- Kim Young-sam, politico e presidente[2]